# 186P/Гаррадда
Комета Гаррадда 1 (186P/Garradd) — короткопериодическая комета из семейства Юпитера, которая была обнаружена австралийским астрономом Гордоном Гаррэддом на снимках, полученных 25 января 2007 года с помощью 0,5-метрового телескопа обсерватории Сайдинг-Спринг. Она была описана как диффузный объект 18,0 m звёздной величины. Комета обладает коротким периодом обращения вокруг Солнца — около 11,0 лет.

Орбита кометы Гаррадда 1 и её положение в Солнечной системе

## История наблюдений
Первая параболическая орбита была рассчитана 29 января британским астрономом Брайаном Марсденом, на основании 20 позиций, охватывающих период с 25 по 29 января 2007 года, и определяла дату перигелия 26 марта. Ко 2 февраля Марсден выполнил расчёт эллиптической орбиты кометы на основании 25 позиций, полученных за период с 25 по 31 января, согласно которому комета предстояло пройти перигелий орбиты 17 марта, при этом период обращения должен составлять около 10,2 года. Однако, обнаружение немецким астрономом М. Мейером более ранних снимков кометы, выполненных 26 февраля 1996 года, заставило Марсдена несколько подкорректировать свои расчёты, — теперь дата перигелия смещалась на 20 марта, а период обращения сокращался до 10,64 года. Эти корректировки орбиты, в свою очередь, позволили ему натолкнуться на ещё более ранние снимки кометы от 31 мая и 3 июня 1975 года. Последними были найдены изображения 18 и 19 июля 1977 года, на которых комета имела 18,0 m звёздную величину и хвост в 3 ' угловые минуты длиной.
Поскольку комета находится далеко от Солнца и движется по почти круговой орбите, то её яркость колеблется очень слабо и в лучшем случае достигает значения 17,5 m, но на снимках 1975 года она оказалась с неожиданно яркой — 15,5 m, что, вероятно, объясняется внезапной вспышкой на поверхности кометы. Почти круговая орбита, удалённость от Солнца роднят её с другой кометой семейства Юпитера — 111P/Хелин — Романа — Крокетта, у которой помимо всего прочего также отмечались кратковременные всплески яркости.

### Сближения с планетами
Из-за низкого эксцентриситета, орбита кометы характеризуется большой стабильностью, благодаря чему в течение последних 200 лет она практически не менялась. Тем не менее, незначительные сближения с Юпитером иногда случались. Всего в течение XX и XXI веков комета должна четыре раза пройти вблизи Юпитера, но при этом она всегда будет оставаться не менее чем в 0,5 а. е. от планеты, что убережёт её сильных гравитационных воздействий со стороны Юпитера.
- 0,59 а. е. от Юпитера 8 января 1903 года;
- 0,94 а. е. от Юпитера 5 декабря 1908 года;
- 0,98 а. е. от Юпитера 10 мая 2021 года
- 0,72 а. е. от Юпитера 16 апреля 2027 года.